# Corning, Kansas
Corning là một thành phố thuộc quận Nemaha, tiểu bang Kansas, Hoa Kỳ. Năm 2010, dân số của xã này là 157 người.

## Dân số
Dân số các năm:
- Năm 2000: 170 người
- Năm 2010: 157 người